# 加齐·卡纳安
加齐·卡纳安（1942年—2005年10月12日），别号阿布·雅鲁卜，是叙利亚前内政部长，曾长期担任叙利亚驻黎巴嫩军事情报机构负责人。他在国际社会调查黎巴嫩前总理拉菲克·哈里里遇刺案期间突然自杀身亡，引起了广泛关注。

## 早年生活与教育
加齐·卡纳安于1942年出生在叙利亚拉塔基亚省巴哈姆拉村，邻近叙前总统哈菲兹·阿萨德的故乡卡达哈村。该地区以海滨城市拉塔基亚为中心，是叙阿拉维派穆斯林的核心聚居区。卡纳安是卡拉比亚部落成员，是阿萨德总统夫人阿妮萨（父姓马赫卢夫）的远亲。
他1965年毕业于霍姆斯军事学院。

## 职业生涯
卡纳安从军校毕业后宣誓效忠于时任空军司令哈菲兹·阿萨德，后者于1970年掌权。卡纳安于1970年代在戈兰高地参加了抵抗以色列军队的战斗。他晋升上校军衔，并于1981年至182年担任中部军区（驻霍姆斯）情报部门负责人。
以军入侵黎巴嫩的第五次中东战争过后，叙利亚军队入驻黎巴嫩，在黎部分领土上实施军管，卡纳安于1982年转任叙利亚驻黎巴嫩军事情报机构负责人直到2002年，任职长达20年。在此期间，他使叙利亚获得了对黎巴嫩事务的绝对影响力，并通过外交、贿赂和武力相结合的方式逐步制服交战的黎巴嫩各派武装。在1980年代，他成功地与原先反对叙利亚的主要的基督徒民兵组织黎巴嫩力量、包括埃利·霍贝卡和萨米尔·贾贾建立了合作关系。2000年以色列从南黎巴嫩撤军后，卡纳安在该地区扩大了叙利亚的影响，并支持真主党接管该地区。卡纳安通过干涉黎巴嫩1992年、1996年和2000年三次选举，完全确立了叙利亚在黎巴嫩的影响力。作为叙政府代表，他否决了反叙候选人，敦促黎各派政治领袖在候选人名单中加入亲叙人士，并在一些选区平衡了世俗与宗教候选人的人数。另一方面黎巴嫩安全总局局长贾米勒·赛义德经常绕过黎当局文职领导人，直接向卡纳安汇报情况。卡纳安成为该时期黎巴嫩最有权势的人，他有权下令逮捕和无限期拘留任何人。
2000年，伊拉·魏因施泰因的遗孀和孩子们对叙利亚驻黎巴嫩军事情报机构负责人卡纳安和时任叙国防部长穆斯塔法·塔拉斯提起诉讼，控告他们应为向哈马斯武装人员提供物质和训练支持负责，而魏因施泰因正是于1996年在哈马斯制造的一起自杀式炸弹袭击事件中丧生的。
阿萨德总统逝世后，卡纳安是较早拥护巴沙尔·阿萨德继任总统的人，他于2002年被召回国，担任叙利亚政治情报局局长，这在很多人看来是一次“左迁”。他在黎巴嫩的职位由鲁斯图姆·加扎利继任。2004年，在叙利亚的哈马斯成员接连被炸弹袭击后，叙官方宣称这是以色列情报部门所为，同年卡纳安被巴沙尔总统任命为内政部长，进入内阁，这被看作是又一次“左迁”，因为他应对以色列情报部门的行动不力，而且随时可能因内阁改组被迫辞职。
2005年6月30日，在拉菲克·哈里里遇刺案调查过程中对叙利亚施压且致力于结束叙利亚在黎巴嫩军事存在的美国宣布，冻结卡纳安和加扎利在美全部资产，理由是他们参与了对黎巴嫩的占领，而且怀疑他们参与了“腐败活动”。
卡纳安不被视为巴沙尔政权的核心成员。众所周知，他与叙前副总统阿卜杜勒－哈利姆·哈达姆关系密切，哈达姆已于2005年夏天下台。一些人曾相信未来他俩都可能在复兴党内部向巴沙尔总统发起挑战。

## 商业活动
卡纳安是黎巴嫩移动电话公司的股东之一，该公司于1994年获得了在叙利亚经营业务为期十年的合同。

## 死亡
卡纳安作为黎巴嫩前总理拉菲克·哈里里遇刺案的“证人”接受了联合国哈里里案调查委员会负责人德特勒夫·梅利斯的秘密问询。卡纳安否认参与暗杀的任何指控。在他死前几小时，他接受了“黎巴嫩之声”电台的电话采访，他在采访结束时说：“我认为，这也许是我最后一次发表声明了。”
叙利亚内政部和其他部门于2005年10月12日发表声明说，内政部长卡纳安因头部的枪伤当天在大马士革一家医院中逝世。一天后，叙利亚官方停止了对卡纳安死亡案的调查，检察官穆罕默德·卢瓦吉宣布：
“我们对卡纳安的尸体和指纹进行了检查，并核对了他身边工作人员包括他的高级助手瓦利德·阿巴扎将军的证词，表明他是用枪自杀的。”
有人认为他实际上是被叙利亚政府谋杀的，并提出了当局杀害他的各种可能的动机。例如，卡纳安的死亡被看作是除去了叙利亚参与哈里里遇刺案的关键证据。黎巴嫩德鲁兹派领导人瓦利德·琼卜拉特在卡纳安派驻黎巴嫩期间与他时而联盟时而敌对，琼卜拉特认为如果卡纳安果真与哈里里案有关，那么他选择自杀的方式“做得好”，说明他是一个“勇敢的人”。
卡纳安的死亡被认为在阿拉维派社团中掀起了对巴沙尔当局的广泛批评。这一想法导致阿拉维派宗派主义进一步瓦解。在卡纳安的葬礼上，送葬者叫嚷道：“你们为何么要杀他？”

## 个人生活
卡纳安已婚，育有四子二女。长子雅鲁卜·卡纳安，娶阿萨德总统的弟弟贾米勒·阿萨德之女。
卡纳安为贾法尔·塔亚尔清真寺的建造提供了资金支持，他还在家乡巴哈姆拉村建造了一座拥有7台电脑的图书馆和一座以他的父亲穆罕默德·阿里命名的社区活动中心。总之，他为家乡及其周边地区的社区项目提供了个人资金支持。